# Safran Aircraft Engines
Safran Aircraft Engines (antes Snecma, siglas en francés de Société nationale d'étude et de construction de moteurs d'avion, traducido como "Compañía nacional de diseño y construcción de motores de aeronaves") es un fabricante francés de motores aeroespaciales, que desarrolla, fabrica y comercializa, solo o en cooperación, motores de reacción para aeronaves civiles y militares, vehículos de lanzamiento y satélites. Snecma también ofrece a las líneas aéreas, y operadores de aeronaves militares una gama completa de servicios para sus motores de aviación.
Sus principales actividades organizadas en cuatro grupos son:

## Motores para aviación civil
Snecma desarrolla, produce y comercializa la familia de motores CFM56 civiles más vendidos en el mundo, dentro de su filial de CFM International al 50% con General Electric. Snecma es también socio de General Electric en las mejoras de los motores: CF6, GE90 y GP7200. 
En el mercado de aviones regionales, Snecma, desarrolla y produce con su pareja NPO SaM146 motor de NPO Saturn en su PowerJet filial que el equipo Superjet 100 aviones regionales de Sukhoi Civil Aircraft Company. Snecma Silvercrest también un motor de futuro del mercado de la aviación de negocios.

Logo antiguo de Snecma-Safran

## Motores militares
Snecma combina las actividades de diseño, desarrollo, fabricación, comercialización, apoyo y servicios de postventa para los motores de las aeronaves y entrenamiento de combate, así como de los aviones turbohélices de transporte militar. Motores de Snecma propulsan más de 20 tipos de aviones militares en más de 40 países con sus productos principales incluyen la M53-P2 para el Mirage 2000, Rafale M88-2, y colabora en el desarrollo del motor turbohélice TP400-D6 para el Airbus A400M.

## Motores espaciales
Snecma, supervisor de propulsión criogénica para el lanzador europeo Ariane 5, diseña, desarrolla y produce sistemas de propulsión y equipamiento para lanzadores, satélites y naves espaciales. Con su Vulcain 2 y HM7B impulsar el cohete europeo Ariane 5 ECA, la empresa se encuentra en primer lugar del mercado mundial de propulsión criogénica para vehículos de lanzamiento. En el mercado de propulsión por plasma, Snecma ocupa el primer lugar en Europa con su motor PPS 1350 ya ha experimentado en la sonda lunar SMART-1 de la ESA.

## Servicios
Snecma ofertas de las compañías aéreas, los explotadores de aeronaves militares y una gama completa de servicios para motores de aeronaves civiles y militares. Para ayudar a los clientes a reducir costos de mantenimiento, los equipos de hacer todo lo posible para prolongar la vida bajo el ala de los motores y realizar acciones de motores de todas las visitas a la tienda de optimización. Snecma dedica una parte significativa de su presupuesto a la investigación y el desarrollo de nuevos remedios. También nos encargamos de la logística de piezas de repuesto y la gestión del contrato de mantenimiento del motor. 
La sinergia de un grupo internacional de 
Snecma goza de la sinergia del grupo Safran, proveedor internacional líder de alta tecnología en el sector aeroespacial, de defensa y seguridad. Presente en todos los continentes, el Grupo emplea a 54 500 personas e informó de 2008, los ingresos superior a 10 millones de euros.

## Productos
- CFM International CFM56 (50%)
- CFM International LEAP (50%)
- PowerJet SaM146 (50%)
- General Electric GE90 (23.5%)
- General Electric CF6 (10–20% producto compartido, dependiendo del modelo de motor)
- Engine Alliance GP7000 (10%)
- Safran Silvercrest (en disponible)
- 5,000 shp turboprop (en estudio) por 70–90 asientos de aeronaves regionales.[2][3]